# Lorentzocassis
Lorentzocassis es un género de escarabajos  de la familia Chrysomelidae. En 1913 Spaeth describió el género. Contiene las siguientes especies:
- Lorentzocassis papuana Spaeth, 1913
- Lorentzocassis purpurascens (Spaeth, 1912)
- Lorentzocassis riedeli Borowiec, 2003